# 片野修
片野 修（かたの おさむ、1956年 - ）は、日本の魚類学者。

## 略歴
神奈川県生まれ。1979年京都大学理学部水産学科卒、1987年同大学院博士課程修了、理学博士。水産総合研究センター増養殖研究所内水面研究部主幹研究員。水産総合研究センター中究官。理学所内水面研究部上席研究官。日本魚類学会編集委員。大学院時代は淡水魚カワムツの個性と社会について研究した。その後、水田周辺の魚類についても研究。

## 著書
- 『個性の生態学 動物の個性から群集へ』京都大学学術出版会（生態学ライブラリ）1991
- 『新動物生態学入門 多様性のエコロジー』1995 中公新書
- 『ナマズはどこで卵を産むのか 川魚たちの自然誌』創樹社 1998
- 『カワムツの夏 ある雑魚の生態』京都大学学術出版会（生態学ライブラリー）1999
- 『河川中流域の魚類生態学』学報社 2014

### 共編・監修
- 『希少淡水魚の現在と未来 積極的保全のシナリオ』森誠一共監修・編 信山社 2005
- 『アユの科学と釣り 美しい川とアユを願って』海野徹也,谷口順彦共編 学報社 2011

## 論文
- CiNii>片野修